# Mannschaftsboot
Als Mannschaftsboot werden Ruderboote und Kanus bezeichnet, in denen sich mehr als ein Sportler betätigt. Beispiele sind der Achter und der Doppelvierer im Rudersport sowie der Achter-Canadier und der Vierer-Kajak im Kanusport.
Das Fahren von Mannschaftsbooten stellt an die Sportler besondere Herausforderungen, da für eine hohe Bootsgeschwindigkeit nicht nur eine individuelle Höchstleistung aller Teammitglieder erbracht werden muss, sondern die Leistungserbringung auch unter den Sportlern abgestimmt werden muss („Koaktion“). Die Schlagfrequenz des Bootes wird einheitlich vom Schlagmann vorgegeben und soll von den übrigen Mannschaftsmitgliedern möglichst synchron übernommen werden. Aufgrund individuell unterschiedlicher Ausprägungen der Technik und der präferierten Schlagfrequenz sind gut aufeinander abgestimmte Mannschaften mit schwächeren Einzelleistungen oft solchen mit stärkeren Einzelleistungen, aber wenig gemeinsamem Training überlegen.